# Claes Fischerström
Nils Claes Hugo Fischerström, född 24 mars 1902 i Ystad, död 11 november 1991, var en svensk väg- och vattenbyggnadsingenjör. 
Fischerström, som var son till överste Nils Fischerström och Maja Adelsköld, utexaminerades från Kungliga Tekniska högskolan 1926. Han anställdes hos AB Vattenbyggnadsbyrån 1926, var chefskonsult och bedrev forskning där 1935–1967, därefter konsult. Han var sakkunnig angående avloppslagstiftning 1940, vattenkontrolllagstiftning 1941, folkbadsutredningen 1953 och styrelseledamot i Stockholms norra förorters vattenledningsförbund 1953–1958. Han upprättade förslag till reningsverk i Sverige och utlandet, bland annat Saudiarabien, samt för cellulosaindustrin i Sverige, Norge och Finland. Han invaldes som ledamot av Kungliga Ingenjörsvetenskapsakademien 1964 och var ständig ledamot av American Society of Civil Engineers.